# Huskies de la Saskatchewan
Les Huskies de la Saskatchewan sont le nom porté par le programme sportif universitaire représentant l'Université de la Saskatchewan, située à Saskatoon, Saskatchewan, au Canada.

## Équipes universitaires[1]
- Athlétisme (M/F)
- Basket-ball (M/F)
- Cross-country (M/F)
- Football (M/F)
- Football canadien (M)
- Hockey sur glace (M/F)
- Volley-ball (M/F)
- Lutte (M/F)

## Rivalité

### Contre l'Université de Regina
Il existe une rivalité entre les Huskies et les Rams/Cougars de l'Université de Regina car les deux universités se situent à la même province de la Saskatchewan,.

### Contre l'Université du Manitoba
Il existe une rivalité sportive entre les Huskies et les Bisons de l'Université du Manitoba, située à la province voisine du Manitoba.